# Gouvernorat de Helwan

Localisation du gouvernorat de Helwan

Le gouvernorat de Helwan est un ancien gouvernorat de l'Égypte. Il se situait dans le nord du pays, englobait une partie de la banlieue du Caire et sa capitale était Helwan.
Créé en avril 2008 par décret présidentiel à la suite de la scission du gouvernorat du Caire, il est dissous par le Premier ministre par intérim Essam Charaf le 14 avril 2011 pour faire à nouveau part du gouvernorat du Caire, ramenant ainsi la situation telle qu'elle l'était jusqu'en avril 2008. Le même jour est aussi annoncée la dissolution du gouvernorat du 6 octobre, créé lui aussi en avril 2008,.